# Dhami
Dhami (hindî : धामी) est un village de l'État de l'Himachal Pradesh en Inde.

## Histoire
Dhami était la capitale d'un État princier vassal de l'État de Bilaspur.
Elle a été occupée par le Népal de 1803 à 1815, puis a gagné son indépendance après avoir chassé les Gurkhas.

### Dirigeants:Rânas
- 1778-1803 : Dalel Singh (†1803)
- 1803-1815 : Pritam Singh (†1815)
- 1815-1868 : Govardhan Singh (†1868)
- 1868-1894 : Fateh Singh (1855-1894)
- 1894-1920 : Hira Singh (1878-1920)
- 1920-1948 : Dhalip Singh (1908-1987)